# Gran Sinagoga Coral de Sant Petersburg
La Gran Sinagoga Coral de Sant Petersburg (en rus: Санкт-Петербургская Большая Синагога), és la segona sinagoga més gran d'Europa. Va ser construïda entre els anys 1880 i 1888. La sinagoga només es va poder construir després d'obtenir un permís de construcció, el 1 setembre 1869, quan el Tsar Alexandre II, va aixecar les restriccions referents a la residència de jueus a la ciutat.
Sant Petersburg és una ciutat de la Rússia nord-occidental, situada al delta del Riu Nevà, a l'extrem oriental del Golf de Finlàndia, a la mar Bàltica. Va ser fundada pel Tsar Pere el Gran el 16 de maig de 1703 amb la intenció de convertir-la en la "finestra de Rússia cap al món occidental". Aleshores es va convertir en capital de l'Imperi Rus durant més de dos-cents anys fins que després de la Revolució Russa la capital del país va retornar a Moscou.
Sant Petersburg és la segona ciutat més gran de la Federació Russa amb 5,023,313 habitants, i és una de les ciutats més grans d'Europa. El centre de la ciutat és considerat Patrimoni de la Humanitat per la Unesco.